# Transnet (Südafrika)
Transnet ist ein südafrikanisches Unternehmen, das Eisenbahnen, Häfen und Pipelines betreibt. Transnet gehört mehrheitlich dem südafrikanischen Staat und wird demzufolge vom Department of Public Enterprises (deutsch: Ministerium für Öffentliche Unternehmen) kontrolliert.
Transnet wurde 1990 aus dem Vorläuferunternehmen South African Transport Services (SATS) gebildet, bei dem Spoornet, die frühere staatliche Eisenbahngesellschaft, South African Port Operations, welche Südafrikas Häfen betrieb, Petronet, eine ehemalige Gesellschaft für den Gütertransport in Pipelines, und andere Infrastrukturunternehmen zusammengefasst waren.
Sitz von Transnet ist das Carlton Centre in Johannesburg.

## Geschichte
Das größte Projekt in der frühen Eisenbahngeschichte des heutigen Südafrikas bildete die Gründung der Nederlandsch-Zuid-Afrikaansche Spoorwegmaatschappij (NZASM) im Juni 1887 zum Bau einer Eisenbahn zwischen Pretoria und der Delagoa Bay (Delagoabahn). In den britisch kontrollierten Burenstaaten Transvaal-Kolonie und Oranjefluss-Kolonie entstand ein Schienennetz, das von 1902 bis 1910 unter der Verwaltung von Central South African Railways (CSAR) / Sentraal-Suid-Afrikaanse Spoorweë stand.
Am 31. Mai 1910 entstand im Zuge der Gründung der Südafrikanischen Union die staatliche Eisenbahngesellschaft South African Railways and Harbours (SAR&H) / Suid-Afrikaanse Spoorweë en Hawens (SASH). Es dauerte einige Jahre, bis die ursprünglich drei großen Eisenbahnnetze auf dem Gebiet der Union sich in einer einheitlichen Struktur konsolidieren konnten. Das erfolgte nach der Regierungsbildung von 1924 und im Zusammenhang mit der Initiative zur Errichtung weiterer großer Staatsunternehmen.
1914 erfolgte der Bau einer Eisenbahnstrecke bis an die Grenze mit Deutsch-Südwestafrika (Prieska-Nakop). Die Strecke mit einer Länge von 229 Kilometern wurde bereits nach 82 Tagen fertiggestellt. Als Folge der Kriegshandlungen des Ersten Weltkriegs im südlichen Afrika übernahm die Südafrikanische Union 1915 die Verwaltung des Schienennetzes in der aufgegebenen deutschen Kolonie, das jedoch erst 1922 vom nun South West Africa genannten Völkerbund-Mandatsgebiet in das südafrikanische Streckennetz eingebunden wurde.
Im Oktober 1924 fuhr der erste elektrisch betriebene Testzug in der Provinz Natal auf dem Streckenabschnitt von Ladysmith nach Chieveley.
Die ersten elektrifizierten Strecken gingen 1937 in Betrieb. Das betraf zwei Bereiche im Witwatersrandgebiet Germiston–Wattles und Germiston–Alberton sowie den Abschnitt zwischen Glencoe und Volksrust auf der Natal Main Line.
Im Kontext der weltweiten Kriegswirtschaft im Zweiten Weltkrieg entwickelte sich Südafrika zu einem Exportland für Industriegüter und die veränderte internationale Rohstoffnachfrage nach dem Kriegsende erzeugte eine enorm ansteigende Rohstoffausfuhr. In der Mitte der 1950er Jahre baute man im Land einige Bahnstrecken ausschließlich für den Erz- bzw. Kohletransport.
Nach der Gründung der Republik Südafrika im Jahr 1961 kam es durch die nun zunehmende Industrieproduktion im Land zu einem weiteren Entwicklungsschub für das Eisenbahnwesen. Die erste Elektrolokomotive aus landeseigener Produktion ging 1963 in Betrieb.
Die 1970er Jahre begannen mit einem bisher unerreichten Rekord von Schwerlasttransporten auf der Schiene. 1976 gingen die Erzbahn Sishen–Saldanha und die Richards Bay Coal Line in Betrieb, die seither als logistische Schwerpunkte der Rohstoffexportpolitik des Landes dienen. In diesem Jahrzehnt veranlasste die Regierung Überlegungen zu einer Strukturreform von Transportleistungen im gesamten Land. Im Ergebnis diesbezüglicher Konzepte kam es am 1. April 1981 zur Bildung von South African Transport Services (SATS), unter deren Dach alle staatlich relevante Operationen im Schienennetz, in den Häfen, der Straßentransporte, Luftfahrt und Pipelines zusammengefasst wurden. Der neu formierte staatliche Transportkonzern erhielt eine veränderte funktionale Struktur und wurde von lokalen Managementzentren gesteuert.
Der Namenswechsel von South African Railways and Harbours zu South African Transport Services (SATS) / Suid-Afrikaanse Vervoerdienste (SAVD) vollzog sich im Oktober 1981. Neun Jahre später, am 1. April 1990 wandelte man das bisher von Regierung und Parlament kontrollierte Unternehmen in eine Aktiengesellschaft mit der Bezeichnung Transnet Ltd. um, wobei der Frachttransportbereich in Spoornet zurückbenannt wurde. Eine weitere Unternehmensreform im Jahr 2007 brachte eine Vereinheitlichung vorhandener Strukturen und Spoornet heißt seitdem Transnet Freight Rail.
2016 wurde CEO Brian Molefe durch Siyabonga Gama ersetzt. Beide hatten geschäftliche Beziehungen zur Gupta-Familie, Transnet hatte Geschäfte mit deren Unternehmen Trillian Capital Partners gemacht, die vom Public Protector Thuli Madonsela als state capture bezeichnet wurden. Im Oktober 2018 wurde Gama fristlos entlassen und kommissarisch durch Tau Morwe ersetzt, der seinerseits im Mai 2019 Mohammed Mahomedy weichen musste, der ebenfalls kommissarisch amtiert.

## Abteilungen

### Transnet National Ports Authority
Die Transnet National Ports Authority (TNPA), früher National Ports Authority, kurz NPA, (deutsch: Nationale Hafenbehörde) entwickelt und stellt die Infrastruktur von acht Hafenbereichen: in East London, im Hafen Durban, Hafen Kapstadt, Hafen Ngqura (Coega), Hafen Richards Bay und Hafen Saldanha, ferner in Mossel Bay und in Gqeberha zur Verfügung. Ngqura/Coega ist der jüngste Seehafen (in der Nelson Mandela Bay Metropolitan Municipality, Provinz Ostkap) und wird seit 2002 zum Seehafen ausgebaut.
Den größten Schiffsverkehr hat Durban mit 32 Prozent der Schiffsbewegungen, gefolgt von Kapstadt und Richards Bay mit jeweils 27 Prozent und Gqeberha mit 9 Prozent, auf Saldanha und East London entfielen jeweils etwa 3 Prozent. Im Hafen von Richards Bay befindet sich eines der weltgrößten Kohleverladeterminals.
Die zwei Kernaufgaben der TNPA sind:
- sie stellt eine Hafeninfrastruktur bereit und
- bietet einige Servicedienste für Hafennutzer an, wie das Ausbaggern, Hafennavigationssysteme, Schiffsreparaturen sowie die hafenbezogene Küsten- und Gewässeraufsicht.[11]

Die Hafeninfrastruktur für die in Regie der TNPA stehenden Bereiche ist auf folgende fünf Warenhauptgruppen ausgerichtet:
- Container / TEUs
- Dry bulk (Trockenmassengüter), dazu gehören Kohle, Eisenerz, Mangan, Chromerz, Kupfer, Blei, Zucker und Holzhackschnitzel,
- Liquid bulk (Flüssigmassengüter), dazu gehören flüssige Erdölprodukte, flüssige Chemikalien und Pflanzenöle,
- Break-bulk (Massenstückgut), dazu gehören Früchte, Stahl, Stahlschrott, Eisenlegierungen, Roheisen, Fischereiverarbeitungsprodukte sowie
- Waren der Automobilindustrie.[11]

Die TNPA-Aktivitäten sind in Teil der Market Demand Strategy (MDS) von Transnet. Demnach ist die Hafenentwicklung auf erforderliche, nachgefragte Kapazitäten sowie effiziente Hafenumschlagprozesse zu orientieren und die geographische Position der einzelnen Häfen von der Behörde zu deren Stärkung als führende Überseewarenumschlagzentren primär zu verfolgen.

### Transnet Port Terminals
Transnet Port Terminals, früher South African Port Operations (SAPO) (deutsch: südafrikanische Hafenbetriebe), betreibt RoRo-Terminals, Containerterminals und andere Hafenanlagen in den von der National Ports Authority betriebenen Häfen. Bezüglich des Hafens in Maputo gibt es eine Kooperationsvereinbarung mit der mosambikanischen Maputo Ports Development Company.

### Transnet Freight Rail
Transnet Freight Rail, abgekürzt TFR (deutsch: „Frachteisenbahn“) ist die größte Abteilung von Transnet. Es ist der staatliche Eisenbahnbetrieb, der das südafrikanische Schienennetz betreibt und benutzt. TFR ist die Nachfolgeorganisation der ehemaligen South African Railways und firmierte zwischen 1990 und 2007 unter dem Namen Spoornet.

### Transnet Rail Engineering
Transnet Rail Engineering, abgekürzt TRE, baut Lokomotiven, Eisenbahnwagen und andere Komponenten, die mit dem Eisenbahnverkehr zusammenhängen.

### Transnet Pipelines
Transnet Pipelines, früher Petronet, betreibt das südafrikanische Pipelinenetz.

### Sonderbereiche
Das Unternehmen verfügt zudem über drei spezielle Bereiche. Da sind im Einzelnen: Transnet Property, Transnet Capital Projects und die Stiftung Transnet Foundation.